# Quebra-Cabeças
Quebra-Cabeças é uma websérie brasileira de drama e mistério lançada em 19 de março de 2013 pelas produtoras Mãos do Vento Produções e Trailer Casulazul Produções no YouTube. Considerada a primeira websérie interativa do país, é criada por Alexia Garcia e Alexsandro Palermo, com colaboração de Seani Soares, Priscila Martz, Neusa Braga, Alex Teix e Guilherme Albanez. Conta com direção artística de Seani Soares. E é estrelada por Alexia Garcia, Alexsandro Palermo, Douglas Cantudo, Anthero Montenegro, Jacque Moura, Nica Bonfim, Mabel Cezar, Caesar Moura, Tati Pasquali e Alex Teix.
Em 2014, a websérie foi selecionada para uma banca de pitching do Festival Internacional de Televisão, que acontece anualmente no Rio de Janeiro e agora se chama Festival Internacional de Audiovisual, por causa da sua proposta de ser uma obra coletiva inspirada no programa Você Decide. Graças ao projeto, o ator Anthero Montenegro foi contratado para interpretar um vilão na novela Joia Rara e o diretor Seani Soares passou a integrar o casting fixo de diretores da Globo, participando da novela Sete Vidas, motivo pelo qual a temporada não foi renovada.

## Sinopse
Marcos (Alexsandro Palermo) é um marido, aparentemente, exemplar, que mente para sua esposa, Ana Cláudia (Alexia Garcia) que é gay e vai embora da sua casa no mesmo instante. Não demora muito tempo para Ana Cláudia ligar os pontos e descobrir que Marcos, na verdade, ganhou na loteria e simplesmente resolveu excluí-la dessa bolada. No entanto, um investigador da polícia, João (Douglas Cantudo), aparece em cena para anunciar que Marcos foi encontrado morto em um quarto de hotel e, a partir de então, Ana Cláudia passa a ser aterrorizada por um acusador misterioso, mas acaba sendo declarada inocente. Então, as pessoas com quem os dois conviveram nos últimos seis anos passam a ser interrogadas e investigadas, pois outras pessoas supostamente sabiam do dinheiro e poderiam estar interessadas em ficar com tudo.

## Elenco
| Intérprete               | Personagem |               |             |
| ------------------------ | ---------- | ------------- | ----------- |
| Intérprete               | Personagem | Alexia Garcia | Ana Cláudia |
| Alexsandro Palermo       | Marcos     |               |             |
| Douglas Cantudo          | João       |               |             |
| Anthero Montenegro       | Roberto    |               |             |
| Jacque Moura             | Flávia     |               |             |
| Nica Bonfim              | Valquíria  |               |             |
| Mabel Cezar              | Marcela    |               |             |
| Caesar Moura             | Zé Lino    |               |             |
| Tati Pasquali            | Rita       |               |             |
| Alex Teix                | Eduardo    |               |             |
| Jacson Daniel de Barbosa | Godan      |               |             |
| Bety Soares              | Mulher     |               |             |
| Deborah Manhães          | Vendedora  |               |             |
| Leandro Farias           | Chefe      |               |             |